# Gianni Russo
Louis Giovanni "Gianni" Russio (12 de diciembre de 1943) es un actor estadounidense.

## Biografía
Russo fue criado en Rosebank, Staten Island. Asegura tener conexiones con la mafia y que su tío fue soldado en la familia criminal Gambino. Algunos rumores dicen que los Gambino convencieron a Francis Ford Coppola para que le diera a Russo el papel de Carlo Rizzi en El padrino. Comenta también que su padre era un estibador y músico que trabajaba en el muelle de Brooklyn, y se sentía avergonzado de que su único hijo estuviese lisiado por una enfermedad y se negó a reconocerlo durante su niñez.
Tenía un brazo tullido como resultado de la enfermedad.
Es conocido por su interpretación de Carlo Rizzi en El padrino (1972). Después de repetir su papel de Rizzi brevemente durante una escena flashback al final de El padrino II, Russo trabajaría en más de 35 películas, incluyendo The Freshman, Super Mario Bros., Any Given Sunday y Seabiscuit.
Russo asegura haber comenzado una carrera en el crimen organizado trabajando como recadero y asociado de la mafia para Frank Costello de adolescente, pero más tarde abandonó ese estilo de vida peligroso y volátil.
En su libro Supermob, el periodista Gus Russo (sin parentesco aparente) escribió que Gianni Russo consiguió su papel en El padrino actuando como intermediario entre el estudio Paramount y el don de la mafia de Nueva York Joe Colombo Sr., cuya "Liga anti difamación italiana" había impedido el comienzo de la producción de la película en Manhattan. Colombo se reunió con los productores ejecutivos de la película, quienes más tarde contrataron a Russo para interpretar a Carlo, después de que Russo hubiese amenazado a Marlon Brando (que no quería a Russo en el papel), quien pensó que estaba actuando y le impresionó tanto que cambió de parecer.
Russo asegura haber conocido personalmente a tres papas, cinco presidentes de Estados Unidos y todos los jefes de la mafia del país. También dice haber tenido citas con Marilyn Monroe, Zsa Zsa Gabor y Liza Minnelli. En los años siguientes después del comienzo de su estrellato abrió un restaurante en Las Vegas llamado Gianni Russo' State Street. Ha salido con Dionne Warwick por más de una década y ha vencido exitosamente 23 acusaciones de crímenes federales en una variedad de cargos relacionados con asociaciones del crimen organizado.
También es un consumado cantante. En 2004 lanzó un álbum llamado Reflections donde homenajea a Dino Paul Crocetti (Dean Martin) y Frank Sinatra.